# 東原庠舎
東原庠舎（とうげんしょうしゃ）は、江戸時代に肥前国多久町（現在の佐賀県多久市）の領主多久氏によって設置された教育機関（邑校）。「鶴山書院」とも呼ばれた。

## 概要
元禄12年（1699年）、第4代多久邑主（佐賀藩重臣）多久茂文が肥前国多久町東の原の椎原山（しいばるやま）の麓に設置した。茂文は朱子学を重視し、初代教授には佐賀から儒学者の川浪自安を招聘した。置かれた科目は和学、漢学、書道、和算、礼法、兵法、弓術、馬術、槍術、剣術、火術に及ぶ。当初は庠舎内に孔子像を置いていたが、新たに像と聖廟を造ることになり、庠舎の少し東に建てられたのが恭安殿（きょうあんでん）、のちの多久聖廟である。
武士の子弟においては8歳から25歳を学齢とし、家督相続に際して文武いずれかを修習することを条件とするほど厳しかった。また武士のみならず、江戸中期以降は百姓・町人らの子弟にも門戸を開放した点が当時の他藩の藩校と大きく異なる。学問の地となった多久邑は「丹邱（たんきゅう）」の異名を持ち、「多久の雀は論語をさえずる」とも言われるようになった。
明治に入るまで存続した東原庠舎は、1869年（明治2年）年「多久郷学校」に改称され、更に1871年には（明治4年）「多久小学校」に改称。施設は民間に払い下げられる形で1873年（明治6年）には閉校した。170余年の間に、石井鶴山、深江順房、草場佩川、草場船山、高取伊好、志田林三郎らを輩出した。

## 継承

### 研修施設
1991年（平成3年）、ふるさと創生基金を活用して公益財団が設立され、多久市多久町の庠舎跡地に当時の建物を模した研修宿泊施設として「東原庠舎」が開設されている。

### 市立小中学校
多久市では、2013年・2017年に市立小学校・中学校を改組し、市立義務教育学校を設置するに当たり、その校名を「多久市立東原庠舎〇〇校」とした。
- 多久市立東原庠舎東部校
- 多久市立東原庠舎中央校
- 多久市立東原庠舎西渓校